# 甘羟铝
甘羟铝（二羟基甘氨酸铝）是一种有机化合物和铝形成的盐，化学式为C2H6AlNO4，可用作抗酸药。它可由铝电解20%的甘氨酸（pH=8下）溶液，或甘氨酸和异丙醇铝反应得到。
它可用于制备氢氧化氧铝（AlOOH）复合材料。